# Inju : la Bête dans l'ombre
Pour plus de détails, voir Fiche technique et Distribution.
Inju : la Bête dans l'ombre est un film franco-japonais réalisé par Barbet Schroeder et sorti en 2008. Il est adapté du roman La Proie et l'Ombre d'Edogawa Ranpo.
Il est présenté en compétition officielle à la Mostra de Venise 2008.

## Synopsis
Alexandre Fayard, professeur de littérature à l'université, s'intéresse à l'œuvre d'un écrivain japonais, Shundei Oe. Shundei est un personnage mystérieux : son visage est inconnu, ses romans sont violents. Alex, à la fois fasciné par Shundei et animé par un désir trouble de se confronter à lui, entreprend un voyage au Japon dans ce but. Sa tactique consistera à faire la promotion du livre qu'il vient de lui consacrer. Il espère ainsi amener Shundei à se découvrir. De fait, il pense s'approcher de cet objectif quand il reçoit des messages de menaces signés Shundei Oe, l'incitant à renoncer à son voyage et aux interventions télévisées qui sont programmées pour la promotion de l'ouvrage.
Loin de renoncer, une fois au Japon, Alex mène son enquête auprès de la maison d'édition. Il est mis sur la piste de Shundei par l'unique employé capable de le mener à l'ancien domicile de l'écrivain. Visitant cet endroit, il trouve non seulement des indices mais un témoin. Maintenant persuadé que Shundei est un déséquilibré, Alex, de plus en plus fasciné et attiré, poursuit son enquête, désireux de débrouiller les fils de la piste qui le mène, pense-t-il, à Shundei. Mais les conséquences de sa recherche sont inattendues : il se trouve amené à protéger Tamao qui est une geiko sous l'emprise d'un homme d'affaires corrompu, mafieux et violent, nommé Mogi. Shundei se cache quelque part dans ce monde de violence. Pris dans un engrenage, Alex croit vivre un risque calculé quand il affronte directement Mogi. Mais dans cette partie qu'il joue contre Shundei, Alex ne connaît pas encore les véritables atouts de son adversaire.

## Fiche technique
Sauf indication contraire, les informations mentionnées dans cette section peuvent être confirmées par la base de données cinématographiques IMDb,  présente dans la section « Liens externes ».
- Titre original français : Inju : la Bête dans l'ombre
- Titre international anglophone : Inju: The Beast in the Shadow
- Réalisation : Barbet Schroeder
- Scénario : Barbet Schroeder, Jean-Armand Bougrelle et Frédérique Henry, d'après le roman La Proie et l'Ombre d'Edogawa Ranpo
- Musique : Jorge Arriagada
- Photographie : Luciano Tovoli
- Son : Jean-Paul Mugel et Dominique Hennequin
- Montage : Luc Barnier
- Décors : Fumio Ogawa
- Costumes : Fumiko Sugaya
- Conseillère artistique :  Milena Canonero
- Production : Saïd Ben Saïd, Vérane Frédiani, Franck Ribière
- Sociétés de production : Cross Media, La Fabrique de films, SBS Films
- Distribution : Fine Films (Japon), UGC (France)
- Pays de production :  France,  Japon
- Langue originale : français[1]
- Format : couleur - 1,85:1 - 35 mm
- Genre : thriller
- Durée : 105 minutes
- Date de sortie :
  - France : 3 septembre 2008
- Film interdit aux moins de 12 ans[Où ?]

## Distribution
- Benoît Magimel : Alex Fayard
- Lika Minamoto : Tamao
- Maurice Bénichou : l'agent d'Alex Fayard
- Sean Muramatsu : le garde du corps
- Shun Sugata (en) : le commissaire
- Gen Shimaoka : Ken Honda
- Ryo Ishibashi : l'inspecteur Fuji
- Ayako Niwa
- Gô Jibiki

## Production
Le tournage a lieu au Japon (Kanazawa, Tokyo) et à Paris.